# Vardanés
Vardanés (? – 45 n. l.) byl parthský velkokrál z rodu Arsakovců panující v letech 38/39–45. Jeho otcem byl král Artabanos II., jméno matky je neznámé.
Velkou část Vardanovy vlády vyplňuje ozbrojený konflikt s Gótarzem, synem Vonónovým, v jehož průběhu se Vardanés opíral o Mezopotámii, zatímco Gótarzés o Hyrkánii. Občanská válka probíhala se střídavým štěstím a Parthům bránila vměšovat se do poměrů v Arménii, kde byl Římany dočasně sesazen jejich chráněnec král Mithridatés. V závěrečné etapě bojů se zdálo, že Vardanés přece jen prosadí svou autoritu nad celým prostorem říše, ale právě v této době byl zavražděn. Vláda pak plynule přešla na jeho soupeře Gótarza.